# Скала-Подільська
Скала́-Поді́льська (до 1939 — Скала-над-Збручем) — селище в Чортківському районі Тернопільської області України. Розташоване на правому березі річки Збруч, за 37 км від районного центру, є залізнична станція.
Від липня 2015 року — адміністративний центр Скала-Подільської селищної громади.
Населення — 3660 осіб (2024).

## Географія та геологія
Містечко розташоване за 108 км — від обласного центру та за 37 км від районного центру.
Назва містечка відбиває особливості рельєфу та геологічної структури місцевості. Тутешні надзбручанські гори зі скелястими урвищами були серйозною перепоною для ворогів. На відміну від навколишньої місцевості, де відкладення вапняку належать до Товтрового кряжу (колись бар'єрного рифу давнього Сарматського моря, що належить до неогенового періоду кайнозою), у самій Скалі вони є спадщиною силуру. Відслонення силурійського періоду біля Скала-Подільського замку від 1996 року охороняються державою як пам'ятка геології місцевого значення. У селищі річка Чорні криниці впадає у річку Збруч.

## Історія

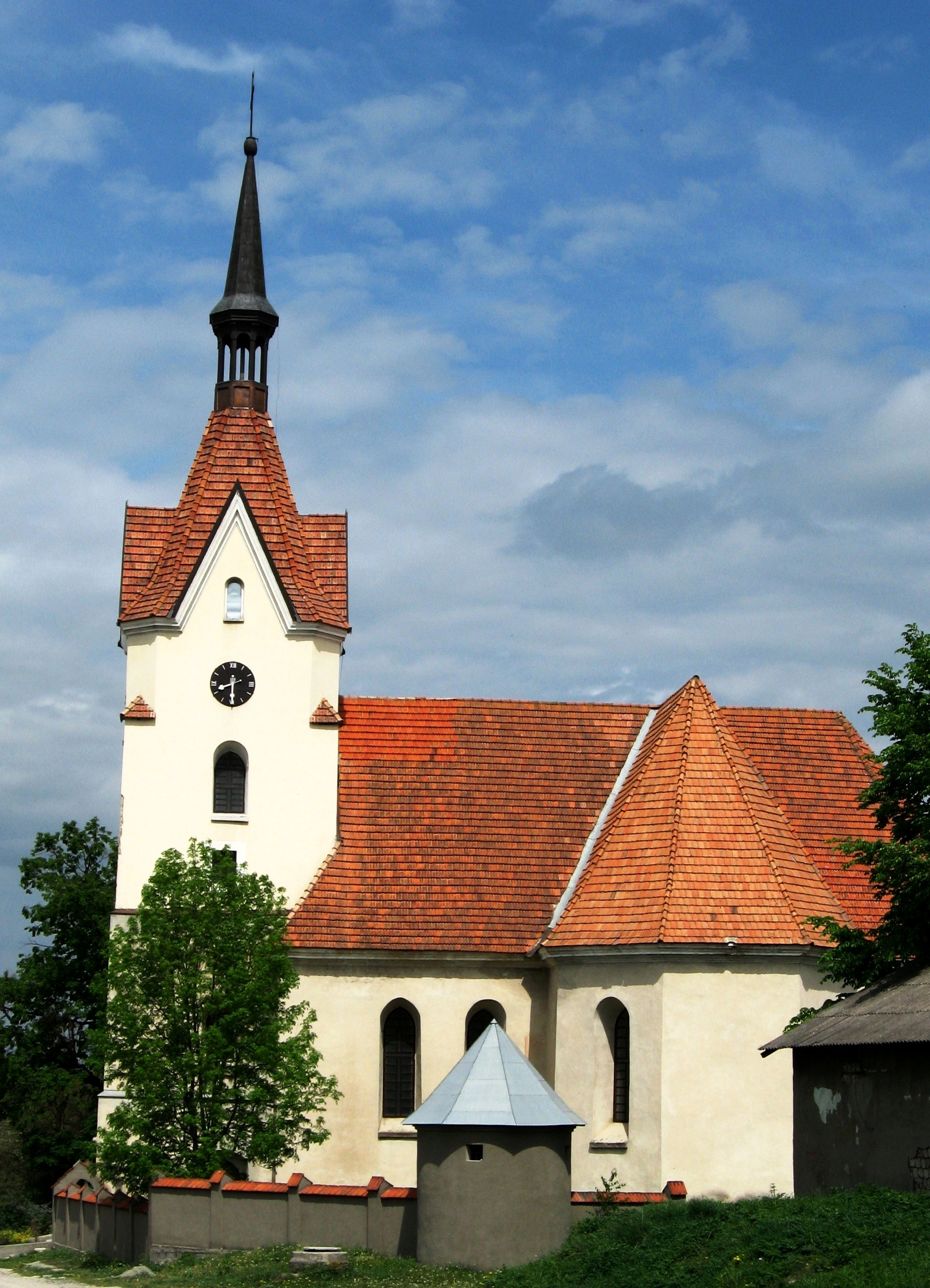
Костел Внебовзяття Пресвятої Діви Марії, травень 2010

### Археологічні знахідки
Поблизу Скали-Подільської виявлено археологічні пам'ятки голіградської групи фракійського гальштату.
Як засвідчили дослідження, проведені у 1920-х роках польськими археологами на території замку, слов'яни селилися тут принаймні від VIII століття. Було розкопано великий культовий майданчик з жертовником. На думку вчених, святилище діяло у VIII—IX ст. Чималий шар попелу від жертовних вогнищ і чисельні залишки вотивних предметів свідчать, що це був важливий сакральний центр.

### Початки міста, феодальна доба
- 1360-1370-ті — споруджено Скала-Подільський замок. Після татарського нападу був відбудований за сприяння князів Коріятовичів.
- 13 червня 1395 року — перша писемна згадка про Скалу — король Владислав II Ягайло надав Спиткові з Мельштина у володіння подільські замки.[5]
- 1395 року великий князь Литовський Вітовт зайняв Скалу після втечі князя Федора Коріятовича[6]
- В 1441 році містечко вже користувалося магдебурзьким правом, був війт Михайло[7].
- Поселення зазнало спустошень під час нападів татар (1497, 1516, 1539, 1615).
- 1515 року король Сигізмунд I Старий передав містечко у власність кам‘янецькому старості Станіславу Лянцкоронському[4].
- 1518 р. Скала отримала право на щотижневі торги у вівторок та річний ярмарок на свято Вознесіння Господнього і стала центром Скальського староства; Сигізмунд І Старий видав новий привілей, яким відновив магдебурзьке право для Скали (старий був втрачений під час воєн[6]).
- 1539 року місто після його спалення волохами отримало звільнення на один рік від сплати, зокрема, чиншу[6].
- 1615 року люстрація фіксує спустошення скальського староства внаслідок нападу татар.[6].
- 1620 року відбито напад на Скалу яничарів.
- Під час нападу Буджацької орди на Західне Поділля взимку 1624-го Стефан Хмелецький був висланий на розвідку з людьми Томаша Замойського та 4 козацькими хоругвами коронного гетьмана Станіслава Конєцпольського до району Скала — Чортків.
- У серпні 1648 (у часах Хмельниччини) Скалу захопили козацько-селянські загони.
- 1657 — Скалу взяли війська трансильванського князя Дьєрдя ІІ Ракоці.
- 1672 — Скалу взяло османське військо султана Мехмеда IV. Відтак до 1699 року Скала входила до складу Османської імперії як резиденція нахіє, а коли Поділля повернулося до Речі Посполитої, місцевий замок втратив оборонне значення, і наступні власники (Адам Тарло з нащадками) використовували його як резиденцію[4].
- 1770 — Скала зазнала великих втрат від епідемії чуми, внаслідок якої місто знелюдніло, а його економіка занепала.

### Австрійськийіавстро-угорськийперіоди
- 1785 — через занепад Скала переведена до категорії заштатних містечок.

На час передачі Тернопільського округу росіянам (1809) власником Скали був граф Станіслав Коссаковський. Коли ж Тернопілля повернулося до складу Австрії (літо 1815 року), власник містечка змінився. Ним став шляхтич Войцєх Ґолуховський (1772—1840), який успадкував майже всі маєтності Коссаковського. Новий господар не відновлював стару занепалу резиденцію, яка була на території замку, а збудував нову на протилежній, південній околиці міста. Біля неї він наказав завести парк, який існує досі на площі майже 26 га й налічує понад сотню видів дерев і чагарників, займаючи площу майже 26 га.
Наступним її власниками були Аґенор Ромуальд Ґолуховський (1812—1875), тричі цісарський намісник Галичини (1849—1859, 1866—1868, 1871—1875; у Скалі колись навіть стояв йому пам'ятник) і його син Аґенор Адам Ґолуховський (1849—1921), міністр закордонних справ Австро-Угорщини. Ґолуховські володіли Скалою над Збручем до вересня 1939 року.
1885 року толокою було збудовано приміщення «Народного Дому».
20 травня 1907 року у містечку згоріли 102 житлові і 433 господарські будівлі, 880 людей (145 сімей) залишилися без даху над головою, збитки склали майже 800 тис. корон.
Діяли «Просвіта», «Січ», «Сільський господар», «Рідна школа», «Союз українок» та інші українські товариства, кооперативи.

### ПеріодЗУНР
1 листопада 1918 року у Львові було здійснено військовий переворот, внаслідок чого в Галичині (у Скалі, зокрема) була встановлена українська влада. Почалася українсько-польська війна. В липні 1919 року в будинку графа Голуховського містився штаб ІІ корпусу УГА, начальником штабу був Сень Горук. В приміщенні школи розміщувався лазарет, в приміщенні гміни — харчова управа, управа бойового забезпечення, та інші військові управи В УГА брало участь 23 рядових та підстаршин зі Скали.
14 липня 1919 року з балкону двоповерхового будинку на вулиці 17 Вересня перед галицьким військом виступав Симон Петлюра.
17 липня 1919 року війська ІІ корпусу Української галицької армії перейшли Збруч на допомогу УНР в боротьбі з більшовиками.

### ПеріодДругої Речі Посполитої
20 вересня 1920 року Скала була окупована Польщею. Почався 19-річний період польської окупації (підтвердженої 14 березня 1923 року рішенням Ради Послів Антанти).
1921 рік — в Польщі проведено загальний перепис населення. Згідно перепису в Скалі проживало 4010 осіб. Цього ж року єврейська громада побудувала «Бет-Ам (народний дім)».
Розкішна резиденція Ґолуховських сильно постраждала за Першої світової війни і не була відновлена до самої Другої світової (у радянські часи її розібрали на будматеріали). Від комплексу резиденції до нашого часу дійшла лишень офіціна (флігель) із гостроверхою вежею та в'їзна брама зі сторожкою. Про родину Ґолуховських нагадують також руїни родинної каплички-гробівця Ґолуховських на старому цвинтарі.

### Радянськийперіод
17 вересня 1939 року радянські війська перейшли Збруч, вступили в збройну сутичку з польськими прикордонниками та зайняли Скалу.
17 вересня 1939 року була неділя. Я саме в середу чи четвер приїхала зі Львова від сестри Олі. Добираючись додому, я бачила знищену бомбардувальниками Німеччини дорогу з Тернополя до Скали. У Львові всі чекали, що зайдуть німці, а насправді наш край був відданий Сталіну за таємною домовленістю з Гітлером. Звичайно, ми тоді, в 39-му, лише здогадувалися про це, а повна правда відкрилися вже за незалежної України. Декілька днів на Волохах стояв туман, гуркіт, мій тато все дивувався, що там робиться у совітів. 17 вересня все прояснилося: вдосвіта з'явилися перші військові з тієї сторони. Переходили москалі Збруч і на Старій Скалі, і на греблі млина. Навпроти Курилів, де зараз міст на Кам'янець, вони зробили понтонну переправу й саме там проїжджали машини і вся техніка. Йшли вони неохайні, погано одягнені, одним словом: Азія, «червона чума», котра залізла сюди і ми не можемо її понині збутися. От тоді-то ми вперше познайомилися зі словами: нет, да, часы.
17 січня 1940 року указом Верховної Ради УРСР Скала перейменована на Скала-Подільську з віднесенням до розряду сіл і утворено Скала-Подільський район, який проіснував до 1959 року.
14 липня 1941 — 6 квітня 1944 — під нацистською окупацією, під час якої німецькі війська на околицях Скали-Подільської розстріляли 2350 осіб — жителів селища і навколишніх сіл. Також було вбито понад 1,5 тис. євреїв — мешканців селища.
1944 р. створено колгосп, 1950 — плодоягідний радгосп «Скала-Подільський». Протягом 1945—1946 рр. відбудовано та реконструйовано спиртовий і цегельний заводи. Створено промисловий і харчовий комбінати, промартіль «Прогрес». У 1947 р. почав діяти завод холодного асфальтобетону, 1949 — овочеконсервний завод, 1972 — щебеневий завод.
У Скалі-Подільській виходили газети: «Радянський селянин» — орган РК КП(б)У і районної ради депутатів трудящих (1947—1959 рр.), «Більшовицький шлях» (1950—1952 рр.), «Сталінським шляхом» (1953 р.); дві останні — органи політвідділів МТС.
В 1956 році Скала-Подільська отримала статус смт.
У 1976 році розпочала роботу середня школа № 1 в центрі селища, тоді в школі навчалось 712 учнів.

### Період після відновлення незалежності України
З 24 серпня 1991 — в складі незалежної України.
Наприкінці 2014 року в приміщенні школи почав діяти музей історії містечка. Ініціатор — художник Євген Шпак, йому допомагала вчитель історії Оксана Ундерко. В планах Є.Шпака — перенесення експозиції до приміщення місцевого «Народного Дому», будівля якого потребує відновлення.
17 липня 2015 року Скала стала центром Скала-Подільської селищної громади.
12 червня 2020 року, відповідно до розпорядження Кабінету Міністрів України № 724-р «Про визначення адміністративних центрів та затвердження територій територіальних громад Тернопільської області» увійшло до складу Скала-Подільської селищної громади.
19 липня 2020 року, в результаті адміністративно-територіальної реформи та ліквідації Борщівського району, селище увійшло до складу новоутвореного Чортківського району.

## Пам'ятки

### Природи

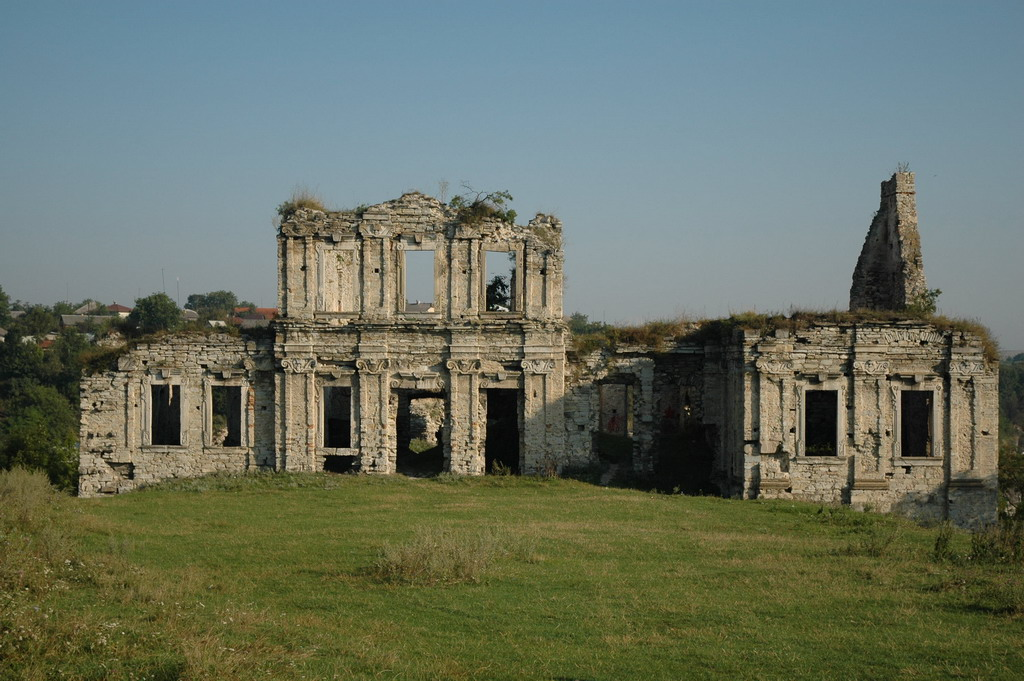
Скала-Подільський замок

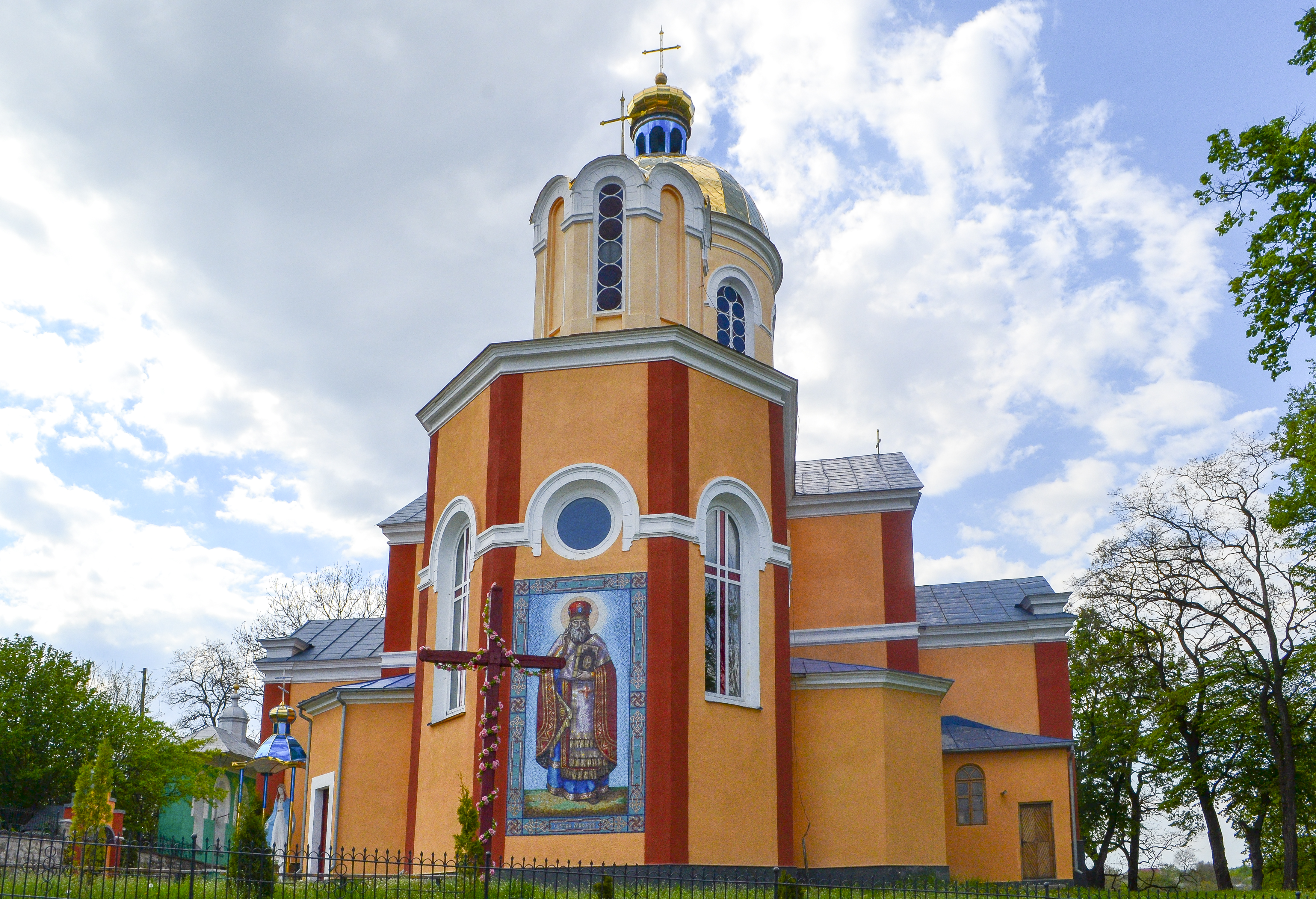
Церква Св. Миколая

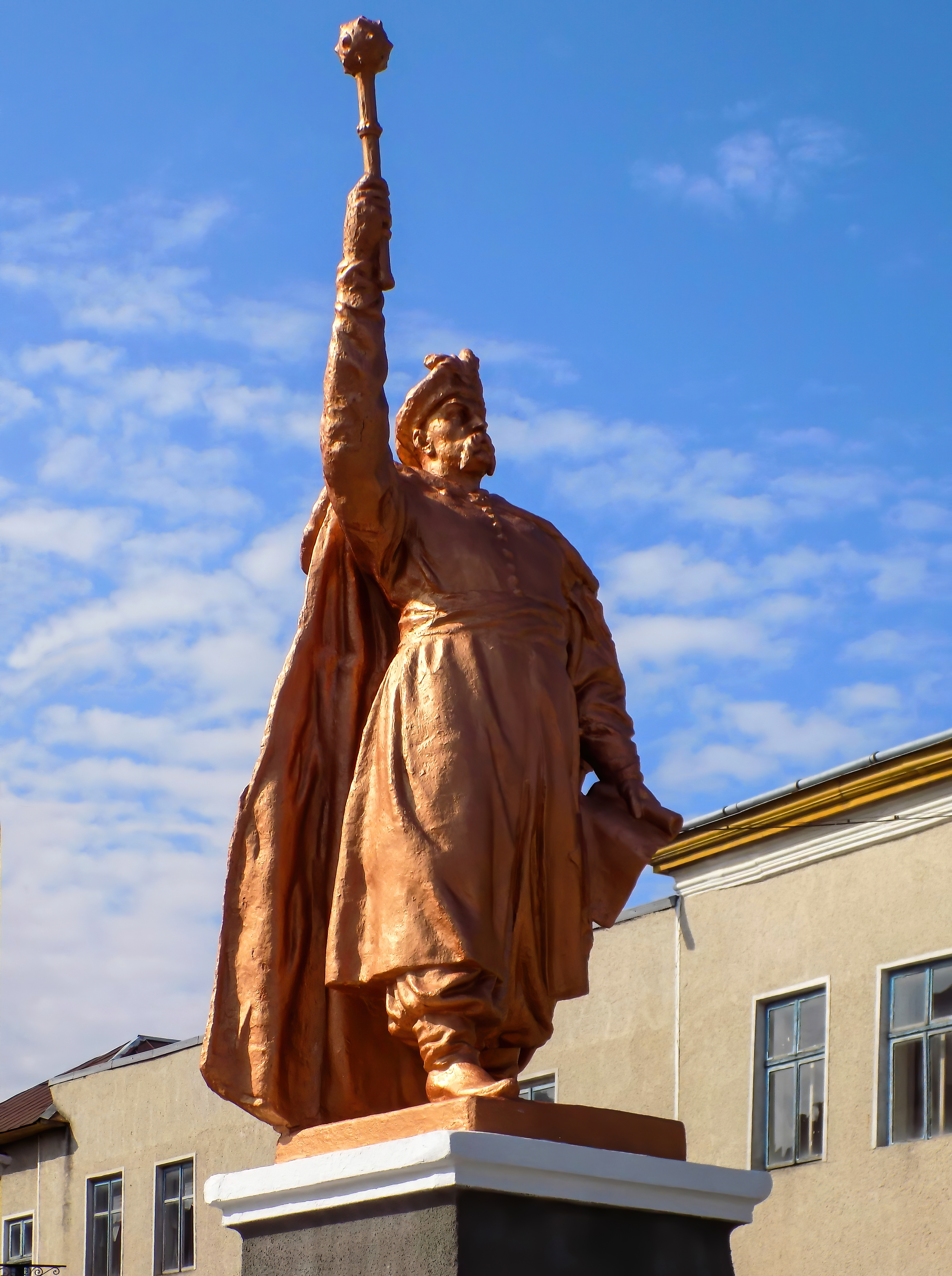
Пам'ятник Богдану Хмельницькому

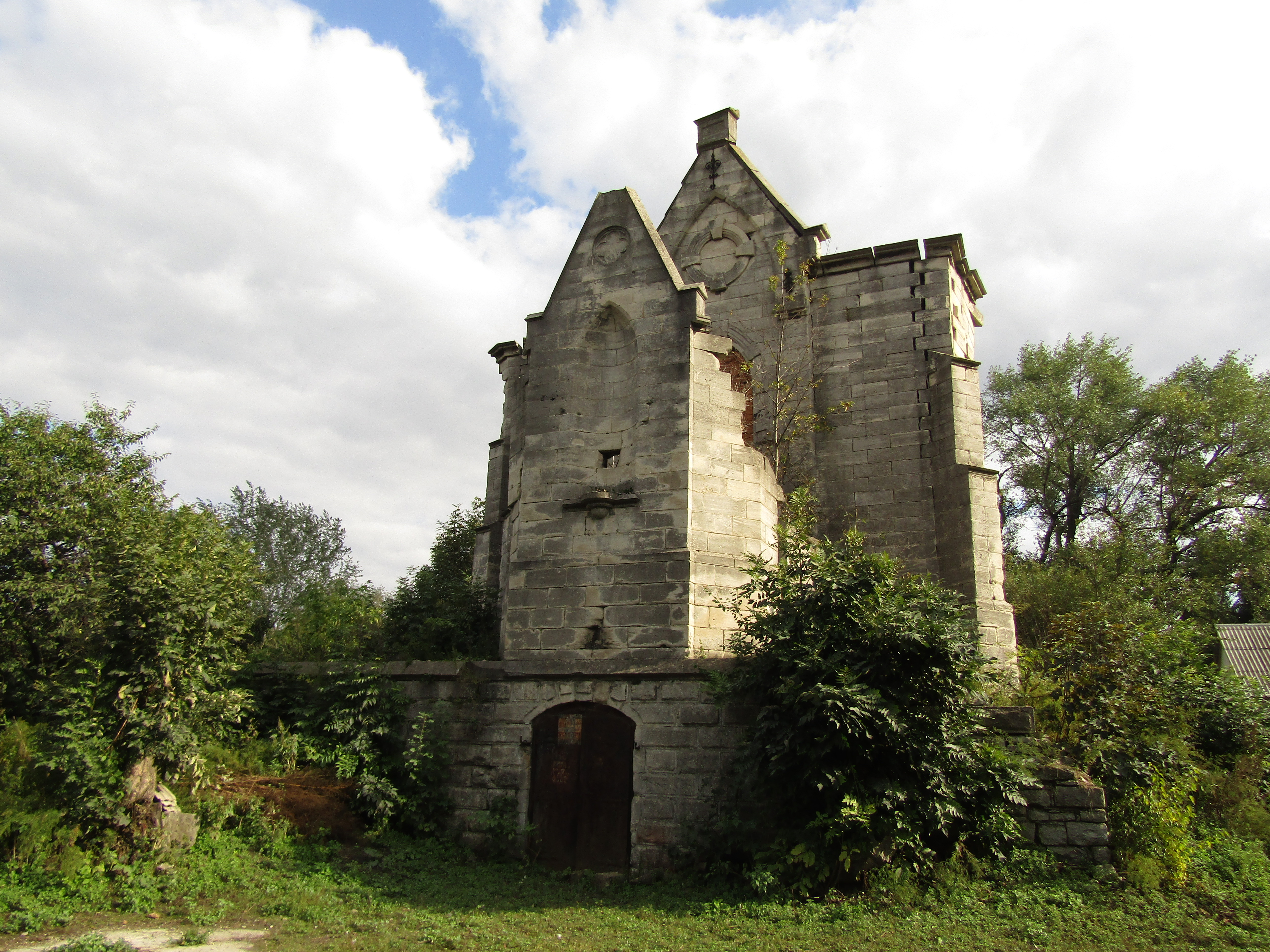
Каплиця-усипальниця Голуховських

- Геологічна пам'ятка природи місцевого значення — «Відслонення силуру в Скалі-Подільській».
- Гідрологічна пам'ятка природи місцевого значення — «Королівська криниця»
- Ботанічна пам'ятка природи місцевого значення — «Вікові дуби».
- Скала Подільська межує з національним природним парком «Подільські Товтри».

### Архітектура, меморіальні таблиці
- Скала-Подільський замок — оборонна споруда, пам'ятка архітектури національного значення. Збереглися руїни порохової вежі, оборонних мурів і палацу.
- Скала-Подільський парк — пам'ятка садово-паркового мистецтва загальнодержавного значення.
- Церква Успіння Пресвятої Богородиці (збудована у 1882 замість однойменного дерев'яного храму 1720—1728 років; у ній брали шлюб Михайло Грушевський та Марія-Іванна з Вояківських, своячка місцевого пароха[4][14]
- Римо-католицький Костел Небовзяття Пресвятої Діви Марії (1719, мурований)
- Народний дім (1885), тривалий час потребує ремонту
- Церква Успення Пресвятої Богородиці (з 2013 будується)
- Каплиця-усипальниця Голуховських, напівзруйнована
- Капличка, фігура Ісуса Христа (2002)

Споруджено пам'ятники Б. Хмельницькому (1954), на братській могилі воїнів ЧА (1957), на честь перемоги у 2-ій світовій війні (1988), жертвам сталінських репресій (1996), насипано символічну могилу УСС (1990).
- Пам'ятні хрести на честь Незалежності України (1992), скасування панщини (реставр. 1999)
- Пам'ятний знак Михайлу Грушевському в центральному сквері (2010)
- Меморіальні таблиці на честь Михайла Барана (1987), Б. Павлюка, М. Скала-Старицького (1995), на будівлі катівні НКВС (14.10.2015)
- 26 грудня 2014 року в центральному сквері Скали-Подільської проведено урочисте відкриття та посвяту священиками трьох конфесій меморіалу, спорудженого в пам'ять про загиблих героїв — учасників Революції Гідності та бойових дій на сході України — священник УПЦ КП (о. Ілля Негір), РКЦ — (о. Володимир Строгуш) та УГКЦ — (о. Василь Германюк)[18].
- 11 січня 2020 на центральній площі  в Скала-Подільській земляки урочисто відкрили пам’ятник М. Скала-Старицькому[19].

## Некрополі
У центрі містечка розташована братська могила радянських воїнів, які загинули за визволення Скали — 59 солдатів і офіцерів.
Над могилою — скульптура воїна на прямокутному постаменті. Біля підніжжя постаменту — плита з написом про увічнення пам'яті про воїнів. Паралельно з плитою розміщені по три гранітні плити із прізвищами загиблих воїнів. У тому ж ряду розташовані два окремі поховання з написами: «Здесь похоронен л-т Паршуков Вячеслав Михайлович…», «Здесь похоронен гв. к-н Брюзгин Николай Степанович…»
- Старе кладовище (вул. Крушельницької)
- Нове кладовище (вул. Крушельницької)
- Каплиця-усипальниця Голуховських (вул. Крушельницької)
- Єврейське кладовище (вул. Запотіччя)

## Соціальна сфера і культура
Працюють загальноосвітня школа I—III ступенів та I—II ступенів, Будинок культури, бібліотека, музична школа, дитячий парк, поліклініка, ВАТ «Плодорозсадник», «Скала-Подільський спецкар'єр», ДП «Збруч», оздоровчий комплекс «Збруч», райсількомунгосп, МП «Аеліта», «Скеля» та ін., млин, туристичний комплекс «Тридесяте царство», торгові заклади.
Сільський естрадно-фольклорний гурт Театр пісні «Забава» відомий насамперед піснею «Лісапєт», одним із авторів якої є керівник гурту, директор місцевої музичної школи Наталя Фаліон. Гурт виступав на телевізійному фестивалі «Мелодія двох сердець». В репертуарі пісні «Наварю свіженького борщу», «Запорожець», «Машина-звір і баба-грім», «Коза гасає по ріллі», «Мачо», «Весілля у Василя».
У 2020 р. волонтери відкрили мобільну виставку «Скала, кордон і контрабанда». Презентували в Інтернеті через запровадження карантину в країні. Усього виставка містить 10 експозицій, що описують історії давніх жителів села Скала-Подільська.

## Промисловість
Більшість місцевих підприємств працюють у сфері виробництва будівельних матеріалів.
- ДП «Дінтер Україна Скала» ТОВ «Дінтер Україна» — виробництво концентрату яблучного соку
- Скала-Подільський спецкар'єр — виробництво асфальту та мінерального порошку
- КП «Бурдяківці спецкар'єр» — щебінь різних фракцій
- ТОВ «Скала» — будівельні конструкції.

## Населення

### Чисельність
Динаміка зміни населення Скали-Подільської за роками:

### Мовний склад
За даними перепису населення 2001 року мовний склад населення селища був таким:
| Мова            | Кількість | Відсоток |
| --------------- | --------- | -------- |
| українська      | 4334      | 96.23%   |
| російська       | 135       | 3.00%    |
| вірменська      | 13        | 0.29%    |
| білоруська      | 4         | 0.09%    |
| польська        | 3         | 0.07%    |
| румунська       | 2         | 0.04%    |
| угорська        | 1         | 0.02%    |
| гагаузька       | 1         | 0.02%    |
| болгарська      | 1         | 0.02%    |
| інші/не вказали | 10        | 0.22%    |
| Усього          | 4504      | 100%     |

## Релігія

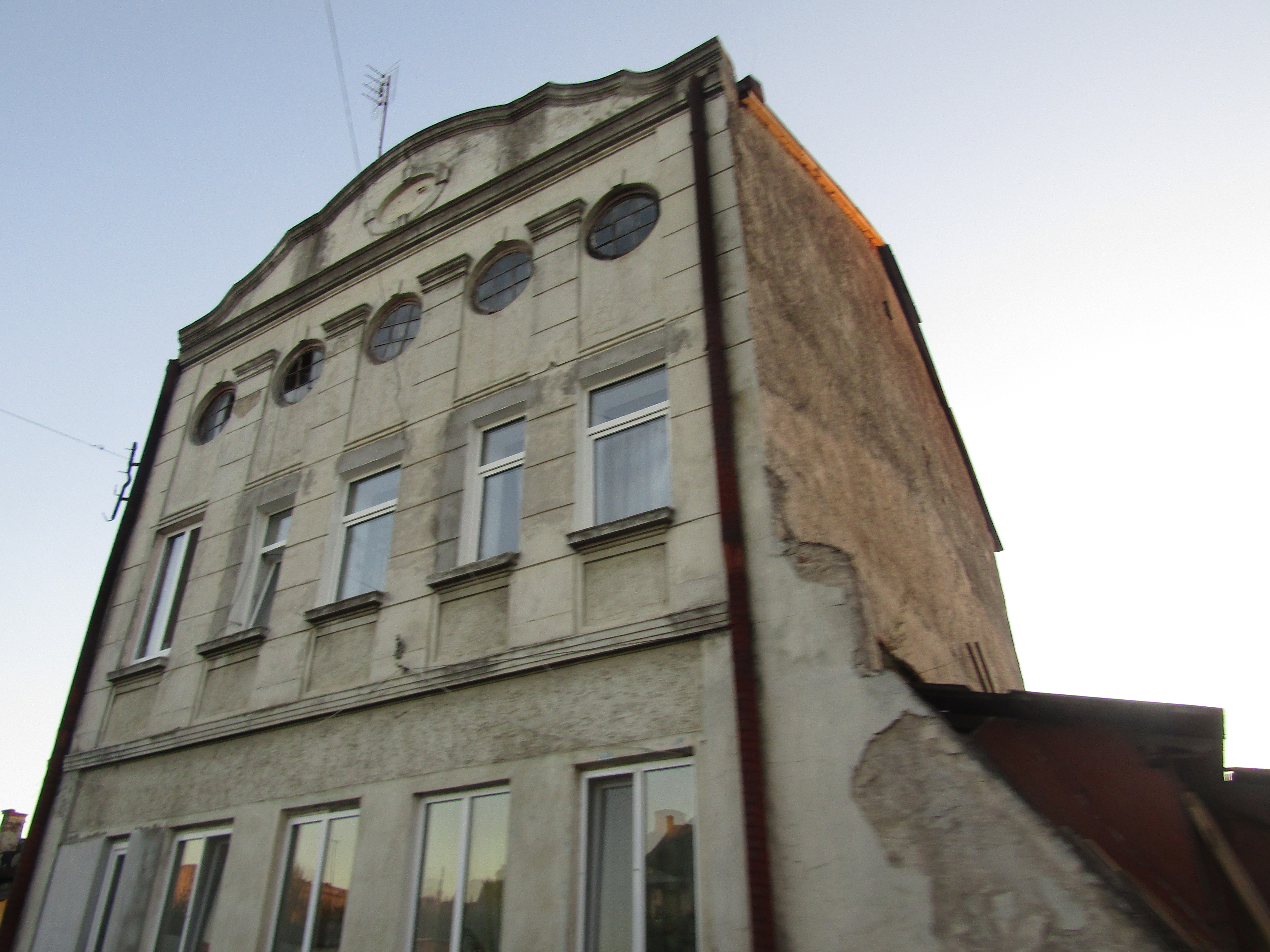
Синагога (Скала-Подільська)

Священики у Скалі-Подільській станом на 1 жовтня 2015 року:
- УГКЦ — о. Василь Германюк
- УПЦ КП — о. Ілля Негір
- РКЦ — о. Володимир Строгуш
- ЦХВЄ — Василь Лисюк[30]

## Відомі люди

### Народилися
- художник, мистецтвознавець Микола Анастазієвський,
- громадський діяч, інженер Байлюк Ієронім[31] нагороджений Хрестами Симона Петлюри та Відродження і Воєнним хрестом УНР,
- радянський громадсько-політичний, військовий та освітній діяч. Учасник комуністичного руху в Західній Україні, засновник КПЗУ Михайло Баран,
- кристалограф, мінералог, професор Львівського національного університету ім. І.Франка Збігнєв Бартошинський,
- Боднар Руслан — український військовик, учасник російсько-української війни[32].
- письменник Лев Василович,
- державні діячі батько і син Аґенори Ґолуховські,
- військовики А. та В. Калапаци,
- педагог, громадська діячка Л.-Ю.Кут,
- кооператор і громадський діяч І. Мартюк,
- архітектор В.Петелько,
- співак Мирослав Скала-Старицький,
- буковинський письменник, перекладач, педагог Аркадій Арсенович Щербань,
- актор Василь Юрчак,
- науковець, ректор НТУУ «КПІ», директор ННК «ІПСА», професор, д.т.н., академік НАНУ, зарубіжний член Російської академії наук, колишній міністр освіти України Михайло Згуровський.
- референт пропаганди Чортківського надрайонного Проводу ОУН — Іван Чорпіта (псевдо «Зір»)[33]
- дунаєвецький надрайонний провідник ОУН — Хома Мартюк.
- чемпіон України з бодібілдінгу Ярослав Запотоцький
- Тарас Гашпір «Taracticus» — український реп — виконавець.
- живописець та різьбяр А.Шурма
- хоровий диригент, актор-аматор Г.Старицький
- працювала педагог, перекладач Марія-Іванна Грушевська (дружина Михайла Грушевського)
- довголітній парох церкви св. Миколая у Скалі, активний громадський діяч о. Олександр Левицький[4][34]

### Померли
- Рак Анатолій Васильович — діяч УПА, лицар Бронзового Хреста заслуги УПА.

### Перебували
- 2 вересня 1424 року Великий князь Литовський Вітовт[35].
- 15 лютого 1595 року та 16 серпня 1617 року Станіслав Жолкевський[36][37].
- Травень 1621 року — воєвода краківський, підчаший коронний Станіслав Любомирський[6].
- 4 лютого 1624 року гетьман польний коронний Станіслав Конецьпольський[38].
- Історик, державно-політичний діяч Михайло Грушевський у місцевій церкві взяв шлюб
- Його донька, фольклористка та перекладачка Катерина Грушевська
- Українська письменниця, організаторка жіночого руху Наталія Кобринська у травні 1886 року брала участь у вінчанні Михайла та Марії Грушевських у Скалі[39]
- Ростислава Білинська (1890—1968) — українська піаністка і педагогиня.

### Скалецькі старости/ Селищні голови / Голови об'єднаної територіальної громади
- Януш Кердей — підкоморій Кам'янця-Подільського[40]
- Ян Гербурт з Фельштина — каштелян Кам'янця-Подільського[41]

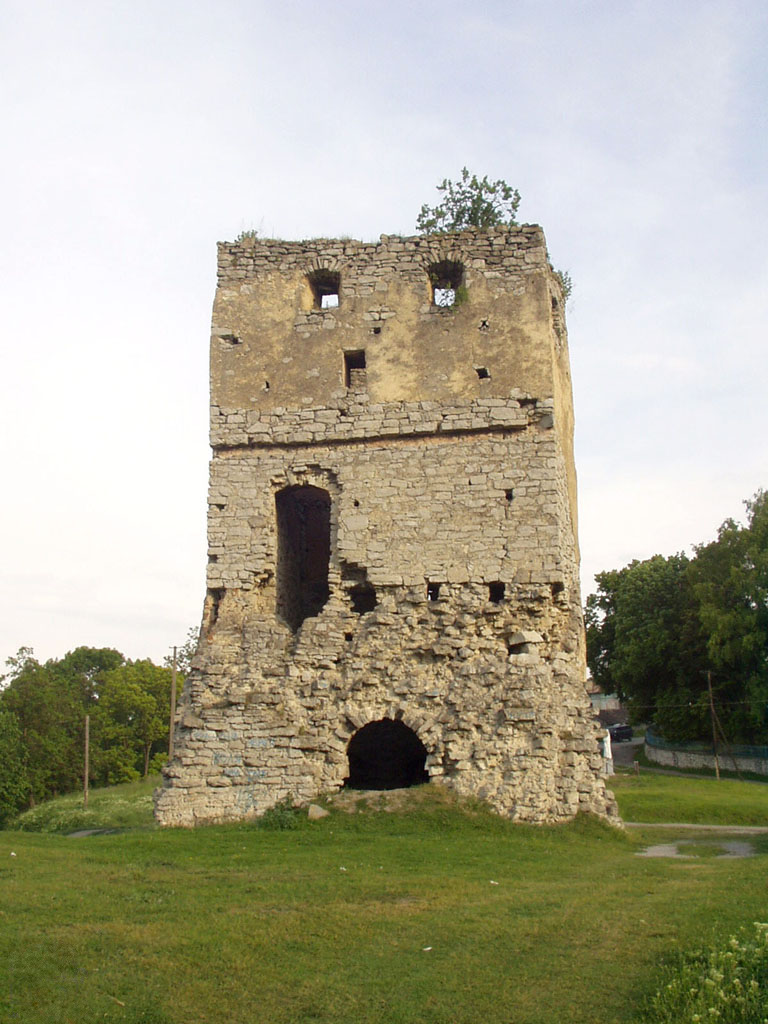
Порохова вежа замку, Скала-Подільська

- Миколай Гербурт з Фельштина — староста тлумацький, уланівський[41]
- Збігнев Лянцкоронський[42]
- Миколай Оссолінський (?—1663) — син Прокопа, зять Костянтина Корнякта[43]
- Станіслав Лянцкоронський — польний гетьман коронний[44]
- Геронім Лянцкоронський — підкоморій подільський (кам'янецький) 1658 р., ротмістр королівський, син попереднього[44]
- Прецлав Лянцкоронський — каштелян чернігівський 1689 р., брат попереднього[44]
- Миколай Лянцкоронський (†1706) — небіж попереднього[44]
- Валентій Казімеж Межеєвський (Walenty Kazimierz Mierzejewski)[45]
- Станіслав Антоній Щука — із зими 1687 року; також староста люблінський, підканцлер литовський.[46]
- Адам Тарло — генерал-майор коронного війська,[47] дідич Збрижа
- Казімєж Тарло — син генерала Адама Тарла[47]
- Шимон Тарло — брат попереднього[47]
- Бонавентура Тарло — брат попереднього[47]
- Мирончук Віктор Павлович — селищний голова[48].
- Лобода Ігор Георгійович (23 листопада 2020 — дотепер, станом на 2024 рік)